# Antoine Auguste Desherbiers de Létanduère
Antoine Auguste des Herbiers, marquis de L'Estanduère, seigneur de La Raslière, né le 14 avril 1749 à Rochefort (Charente-Maritime), mort le 16 février 1794 à Paris, est un général de brigade de la Révolution française.

## Biographie
Antoine Auguste des Herbiers est le fils de Charles des Herbiers, seigneur de la Raslière, capitaine de vaisseau et commandant de l'île Royale, chevalier de l'ordre de Saint-Louis, et de Marie Olive des Herbiers de L'Estenduère (fille de l'amiral Henri-François des Herbiers, marquis de l'Estenduère, et qui, veuve, se remarie avec Gaspard Cochon-Dupuy). Il épouse la sœur de Louis-Claude de Saint-Martin.
En 1789, il est capitaine, puis chef de bataillon au 59e régiment d’infanterie. Le 21 juin 1793, il est nommé général de brigade à l’armée des Alpes, et il participe à la campagne d’Italie, où il fait preuve de la plus grande valeur.
Arrêté comme conspirateur, il est condamné à mort par le tribunal révolutionnaire de Paris le 28 pluviôse an II (16 février 1794), et guillotiné le jour même.

## Sources
- (en) « Generals Who Served in the French Army during the Period 1789 - 1814: Eberle to Exelmans »
- Feuilles d'histoire du XVIIe au XXe siècle, Volume 8, 1912